# Gianaurelio Cuniberti
Gianaurelio Cuniberti (* 28. April 1970 in Genua) ist ein italienischer Wissenschaftler und Hochschullehrer mit Schwerpunkt molekulare Bioelektronik und Biosensoren sowie Materialmodellierung und Transportphänomene. Seit 2007 hat er die Professur für Materialwissenschaft und Nanotechnik an der TU Dresden inne. Neben seiner Tätigkeit als Professor leitet er die Abteilung Nanobiomaterialien des Max-Bergmann-Zentrums für Biomaterialien und ist Gründungsdirektor des Dresden Center for Computational Materials Science (DCMS).

## Werdegang
Cuniberti absolvierte das Diploma di Maturità, vergleichbar mit dem deutschen Abitur, im Juni 1989 am Liceo Leonardo da Vinci in Genua mit höchstmöglicher Punktzahl. Anschließend studierte er Physik an der Universität Genua, wo er 1994 den Bachelor sowie den Master of Science mit Auszeichnung absolvierte. Im Jahr 1997 promovierte er mit Summa Cum Laude in einer gemeinsamen Arbeit zwischen der Universität Genua und der Universität Hamburg in Deutschland.
Ab 1994 war er als Gastwissenschaftler am MIT tätig und arbeitete in der Zeit von 1997 bis 1998 als Postdoktorand an der Universität Genua. Im Jahr 1998 zog er nach Deutschland, wo er bis 2002 als Gastwissenschaftler am Max-Planck-Institut für Physik Komplexer Systeme in Dresden forschte. Von 2001 bis 2002 wurde er mit dem Schloeßmannstipendium der Max-Planck-Gesellschaft ausgezeichnet.
Ab 2003 bis 2008 war Cuniberti Leiter der unabhängigen Forschungsgruppe Molecular Computing der Volkswagenstiftung an der Universität Regensburg.
Im Oktober 2007 folgte Gianaurelio Cuniberti dem Ruf auf die Professur für Materialwissenschaft und Nanotechnick der Technischen Universität Dresden.
Außerdem ist Cuniberti Honorarprofessor für Electronic Engineering an der POSTECH (Korea), sowie an der University of Alabama (USA).
Neben der Forschung interessiert sich Gianaurelio Cuniberti für Musik und Technologietransfer. Er ist Mitglied im Kuratorium der Gesellschaft der Freunde der Staatskapelle Dresden, einem der ältesten noch aktiven Orchester der Welt. Außerdem ist er Mitglied im Kuratorium des Italienzentrums, einer Kooperationsinitiative zwischen der Technischen Universität Dresden und dem Italienischen Kulturinstitut Berlin. Es befasst sich mit wissenschaftlichem und kulturellem Austausch zwischen Italien und Sachsen. Des Weiteren ist er außerordentliches Mitglied im Kuratorium der Italienischen Handelskammer für Deutschland, welche sich ebenfalls mit dem Transfer von Wissen und Innovation beschäftigt.

## Auszeichnungen
2021 wurde er Mitglied der Academia Europaea. 2022 wurde Cuniberti in die Deutsche Akademie der Technikwissenschaften (acatech) gewählt. 2023 wurde er „für bahnbrechende rechnerische und experimentelle Arbeiten über niedrigdimensionale Strukturen und Beiträge zum Atom-zu-System-Verständnis von nanoelektronischen Geräten“ zum Fellow der American Physical Society ernannt.